# Judy Blumeová
Judy Blumeová (rodným jménem Sussmanová; * 12. února 1938, Elizabeth) je americká spisovatelka židovského původu. Věnuje se především literatuře pro děti a pro dospívající. Začala psát v roce 1959 a vydala více než 26 románů. Prodalo se jich přes 82 milionů výtisků a byly přeloženy do 32 jazyků. K nejslavnějším patří To jsem já, Margaret! (Are You There God? It's Me, Margaret), jež vyšla roku 1970. Byla jedním z prvních autorů literatury pro dospívající, který se věnoval ožehavým tématům jako masturbace, menstruace, sex adolescentů, antikoncepce, šikana nebo smrt. Za to byla oceňována, ale i silně kritizována, zejména z náboženských kruhů. Pokusy o zákaz prodeje jejích knih ji přivedly do organizací bojujících proti cenzuře (zejm. National Coalition Against Censorship). V roce 2023 ji časopis Time zařadil na seznam Sta nejvlivnějších lidí na světě. Vystudovala pedagogiku na Newyorské univerzitě, absolvovala roku 1961.

### Česky vyšlo
- Miluju tě navždy, Olympia 1994 (překlad J. R. Friesová)
- Matky a milenky, Ivo Železný 1994 (překlad Stanislava Bartošová)
- Letní sestry, BB Art 1998 (překlad Veronika Matysová)
- To jsem já, Margaret!, Albatros 1999 (překlad Monika Vosková)
- V případě neočekávané události, Argo 2017 (překlad Michaela Konárková)